# Blades (Delaware)
Blades é uma vila localizada no estado americano de Delaware, no condado de Sussex.

## Geografia
De acordo com o United States Census Bureau, a cidade tem uma área de 1,4 km², onde todos os 1,4 km² estão cobertos por terra.

### Localidades na vizinhança
O diagrama seguinte representa as localidades num raio de 16 km ao redor de Blades. 

## Demografia
Segundo o censo nacional de 2010, a sua população é de 1 241 habitantes e sua densidade populacional é de 855,6 hab/km². Possui 487 residências, que resulta em uma densidade de 335,8 residências/km².